# パウロ・エンリケ・シャガス・ジ・リマ
ガンソ（Ganso）ことパウロ・エンリケ・シャガス・ジ・リマ（Paulo Henrique Chagas de Lima、1989年10月12日 - ）は、ブラジル・パラー州アナニンデウア出身のサッカー選手。ポジションはミッドフィールダー。カンピオナート・ブラジレイロ・フルミネンセFC所属。
愛称のガンソとはガチョウの意。

## クラブ経歴
1989年、パラー州の州都ベレンから程近いアナニンデウアで生まれる。7歳の時に地元のフットサルチームに入り、13歳からはサッカーチームでもプレーし、二つのチームを掛け持ちする。一時はパイサンドゥSCに所属するが、同郷のジオヴァンニの口利きもあり、2005年に15歳でサントスFCに入団。2007年には右膝靭帯を断裂して半年ほどピッチから遠ざかるが、リハビリを経て2008年にトップチームへ昇格した。2月17日、カンピオナート・パウリスタのリオ・プレットEC戦でデビューを果たしたガンソは、この年の州選手権で4試合、全国選手権で3試合に出場した。
2009年にはADサンカエターノへの移籍が決まりかけるが、当時の会長の判断で残留した。州選手権序盤は出場機会が限られていたが、中盤に入ると定位置を獲得し、全国選手権では背番号10番を与えられた。翌2010年はネイマールとともにサントスの攻撃を牽引しブラジル代表にも選出されるが、8月末のグレミオ戦で左膝靭帯断裂の大怪我を負う。翌2011年3月にピッチに復帰するも、5月のコリンチャンス戦で肉離れを起こし6週間の戦線離脱。コパ・リベルタドーレス決勝の2ndレグで復帰すると、サントスの48年ぶりの南米王者タイトル奪取に貢献した。
2012年9月、サンパウロFCに5年契約で移籍。当初は背番号8番だったが、ジャジソンが移籍してからは念願とも言うべき背番号10を付けている。
2016年7月16日、セビージャFCに移籍。移籍金は推定950万ユーロ（当時のレートで約11億円）。26歳にして初の欧州挑戦となったが、中盤の厳しいポジション争いに加え、守備意識と運動量の低さが問題となり、控えの扱いに留まった。
2018年8月31日、リーグ・アンのアミアンSCにレンタル移籍。契約期間は1年間で完全移籍オプション付き。アミアンでは14試合に出場したが、成績は3アシストに留まった。
2019年1月31日、母国ブラジルのフルミネンセFCに移籍。契約期間は5年間。

## 代表経歴
2009年にはU-20ブラジル代表の一員として2009 FIFA U-20ワールドカップに出場し準優勝。2010 FIFAワールドカップへのメンバー入りも期待されたが、バックアップメンバーにとどまった。W杯終了後、マノ・メネーゼス監督の初采配となった2010年8月のアメリカ戦でブラジルA代表デビューを果たし、10番を着けて89分間プレーした。翌年のコパ・アメリカのメンバーにも選ばれ、10番を与えられたガンソはパラグアイ戦で2アシストの活躍をみせた。

## プレースタイル
守備意識や運動量は低いが、優れた戦術眼を持つクラシカルな10番タイプ。足裏でキープしたり、相手の上を超えるシャペウ、急所を突く正確なパスなどを得意としチャンスを演出する。そのスタイルからフアン・ロマン・リケルメと比較されるが、ガンソ自身は自分のプレースタイルはリバウドに似ていると分析している。

## 人物
愛称のガンソ（ガチョウ）とはテスト生をからかい半分で「下手な選手」とくさす言葉である。サントス入団後、クラブのホペイロ（用具係）と親しくなった彼は、ゴールを決めるたびにホペイロが「ガンソが点を取ったぞ」と叫ぶことが嬉しくなり、そのまま自らの愛称として使うようになった。

## 個人成績
2016年7月13日現在
| クラブ     | シーズン | リーグ     | リーグ | リーグ | カップ     | カップ     | リーグカップ | リーグカップ | その他   | その他   | 通算 | 通算 |
| クラブ     | シーズン | リーグ     | 出場   | 得点   | 出場       | 得点       | 出場         | 得点         | 出場     | 得点     | 出場 | 得点 |
| ブラジル   | ブラジル | ブラジル   | リーグ | リーグ | ブラジル杯 | ブラジル杯 | 州選手権     | 州選手権     | CONMEBOL | CONMEBOL | 通算 | 通算 |
| ---------- | -------- | ---------- | ------ | ------ | ---------- | ---------- | ------------ | ------------ | -------- | -------- | ---- | ---- |
| サントス   | 2008     | セリエA    | 3      | 0      | —          | —          | 4            | 0            | -        | -        | 7    | 0    |
| サントス   | 2009     | セリエA    | 31     | 8      | 4          | 0          | 11           | 2            | -        | -        | 46   | 10   |
| サントス   | 2010     | セリエA    | 11     | 0      | 10         | 2          | 20           | 11           | 2        | 0        | 43   | 13   |
| サントス   | 2011     | セリエA    | 13     | 2      | -          | -          | 9            | 2            | 7        | 1        | 29   | 5    |
| サントス   | 2012     | セリエA    | 5      | 1      | -          | -          | 16           | 4            | 13       | 3        | 34   | 8    |
| サントス   | 通算     |            |        |        |            |            |              |              |          |          |      |      |
| サンパウロ | 2012     | セリエA    | 3      | 0      | 0          | 0          | 16           | 4            | 3        | 0        |      |      |
| サンパウロ | 2013     | セリエA    | 31     | 1      | 0          | 0          | 16           | 2            | 4        | 1        |      |      |
| サンパウロ | 2014     | セリエA    | 34     | 5      | 6          | 0          | 15           | 1            | 6        | 3        |      |      |
| サンパウロ | 2015     | セリエA    | 31     | 2      | 6          | 0          | 8            | 1            | 8        | 0        |      |      |
| サンパウロ | 2016     | セリエA    | 7      | 1      | 0          | 0          | 14           | 4            | 11       | 2        |      |      |
| サンパウロ | 通算     |            |        |        |            |            |              |              |          |          |      |      |
| セビージャ | 2016-17  | プリメーラ | 10     | 0      | 3          | 0          | 0            | 0            | 1        | 0        | 14   | 0    |
| セビージャ | 通算     | 通算       | 0      | 0      | 0          | 0          | 0            | 0            | 0        | 0        | 0    | 0    |
| 総通算     |          |            |        |        |            |            |              |              |          |          |      |      |

## タイトル

### クラブ
サントス
- コパ・ド・ブラジル (1) : 2010
- カンピオナート・パウリスタ (3) : 2010, 2011, 2012
- コパ・リベルタドーレス (1) : 2011
- レコパ・スダメリカーナ (1) : 2012

### 個人
- コパ・ド・ブラジル最優秀選手賞 : 2010

## 代表歴

### 出場大会
- U-20ブラジル代表
  - 2009年 - 2009 FIFA U-20ワールドカップ（準優勝）
- U-23ブラジル代表
  - 2012年 - ロンドンオリンピック（銀メダル）

### 試合数
2012年6月2日現在
| ブラジル代表 | 国際Aマッチ | 国際Aマッチ |
| 年           | 出場        | 得点        |
| ------------ | ----------- | ----------- |
| 2010         | 3           | 0           |
| 2011         | 4           | 0           |
| 2012         | 1           | 0           |
| 通算         | 8           | 0           |